# Rughidia cordatum
Rughidia cordatum là một loài thực vật có hoa thuộc họ Apiaceae.
Đây là loài đặc hữu của Yemen.
Môi trường sống tự nhiên của chúng là rừng khô nhiệt đới hoặc cận nhiệt đới.